# Gregg Popovich
Gregg Charles Popovich (ur. 28 stycznia 1949 w East Chicago, w stanie Indiana) – amerykański trener koszykarski chorwackiego i serbskiego pochodzenia, aktualnie trenujący drużynę San Antonio Spurs.

## Życiorys
W 1970 ukończył Akademię Sił Powietrznych Stanów Zjednoczonych, gdzie przez cztery lata grał w uczelnianej drużynie koszykarskiej. Zdobył licencjat z rusycystyki. Po studiach odsłużył pięć lat w lotnictwie, grając w reprezentacji koszykarskiej wojsk powietrznych USA. Był nawet brany pod uwagę przy ustalaniu składu reprezentacji USA na Igrzyska w Monachium w 1972 W 1973 objął posadę asystenta trenera macierzystej drużyny i pełnił tę funkcję przez sześć lat. W tym czasie zdobył magisterium z wychowania fizycznego na University of Denver.
W 1979 został trenerem drużyny uczelnianej Pomona-Pitzer (połączone siły Pomona College i Pitzer College). W tym czasie poznał trenera drużyny University of Kansas, Larry’ego Browna, u którego odbywał praktyki. Zaprzyjaźnił się z nim, a w sezonie 1985/86 był jego asystentem-wolontariuszem. Gdy rok później Brown został trenerem drużyny NBA, San Antonio Spurs, Popovich został jego głównym asystentem. Pracował tam do 1992, kiedy to cała ekipa trenerska została zwolniona. Przeszedł wtedy do Golden State Warriors, gdzie asystował z kolei Donowi Nelsonowi. Poznał tam rozgrywającego Avery Johnsona.
W 1994 wrócił do Spurs, obejmując stanowisko głównego menedżera i wiceprezydenta ds. operacji koszykarskich. Pierwszym posunięciem było zatrudnienie Johnsona na pozycji rozgrywającego. Avery Johnson, były trener Dallas Mavericks oraz Brooklyn Nets, wymienia Popovicha jako osobę, która miała największy wpływ na jego edukację trenerską. W sezonie 1996/97 Popovich zwolnił ze stanowiska trenera Spurs Boba Hilla i mianował siebie jego następcą. Posunięcie to było mocno krytykowane przez media.
W następnym roku, Popovich wybrał w drafcie z numerem pierwszym Tima Duncana. Opierając grę zespołu na dwóch wysokich zawodnikach – Duncanie i Davidzie Robinsonie, doprowadził zespół do ich pierwszego tytułu mistrzowskiego w 1999. W 2002 zrzekł się obowiązków generalnego menedżera, zostając pierwszym trenerem zespołu. W następnych latach doprowadził zespół do następnych trzech tytułów mistrzowskich, w latach 2003, 2005 i 2007. W 2003 otrzymał tytuł trenera roku.
Popovich udzielał się także jako trener reprezentacji USA. W 2002 asystował George Karlowi podczas mistrzostw świata. Pracował także w sztabie trenerskim podczas eliminacji do Igrzysk 2004 i podczas samych igrzysk.
Na koniec sezonu 2011/12 na koncie Popovicha jako trenera było 1246 rozegranych meczów w lidze NBA, z czego 847 wygranych. Ma na swym koncie także 195 gier w fazie play-off, z czego 118 jest wygranych. W 2011 poprowadził zespół zachodu na meczu gwiazd NBA.
W roku 2012, po raz drugi dostał nagrodę NBA Coach of the Year.
W sezonie 2012/13 San Antonio Spurs z Popovichem na ławce trenerskiej osiągnęli drugi najlepszy bilans w zachodniej konferencji 58-24 w czasie sezonu regularnego. W fazie play-off Popvich poprowadził drużynę do wielkiego finału NBA, gdzie ostatecznie, Spurs pod jego wodzą przegrali batalię z Miami Heat w siedmiu meczach. Był to piąty finał Popovicha.
22 kwietnia 2014 Popovich otrzymał po raz trzeci w karierze nagrodę Trenera Roku NBA, czym wyrównał rekord ligi. Dwa miesiące później wywalczył z San Antonio Spurs piąte mistrzostwo NBA (w finale pokonali Miami Heat 4-1), stając się 5. trenerem w historii ligi, który dokonał tej sztuki.
2 maja 2025 Popovich, który przez 28 lat prowadził zespół, ustąpił ze stanowiska trenera. Kilka miesięcy wcześniej doznał udaru i potrzebował odpoczynku od sportu. Popovich podjął decyzję o zakończeniu kariery trenerskiej, ponieważ czuł, że nie jest już w stanie dalej prowadzić drużyny. Pozostanie jednak w klubie i nadal będzie podejmował kluczowe decyzje dotyczące przyszłości Spurs.

## Statystyki trenerskie
Źródło.
Na podstawie: Stan na 3 maja 2025 r.
| Zespół            | Sezon   | M    | Z    | P   | Z-P% | Miejsce               | MP  | ZP  | PP  | PZ-P% | Wynik                           |
| ----------------- | ------- | ---- | ---- | --- | ---- | --------------------- | --- | --- | --- | ----- | ------------------------------- |
| San Antonio Spurs | 1996/97 | 64   | 17   | 47  | 26,6 | 6 w dywizji Midwest   | –   | –   | –   | –     |                                 |
| San Antonio Spurs | 1997/98 | 82   | 56   | 26  | 68,3 | 2 w dywizji Midwest   | 9   | 4   | 5   | 44,4  | Porażka w półfinale Konferencji |
| San Antonio Spurs | 1998/99 | 50   | 37   | 13  | 68,3 | 1 w dywizji Midwest   | 17  | 15  | 2   | 88,2  | Mistrzostwo NBA                 |
| San Antonio Spurs | 1999/00 | 82   | 53   | 29  | 64,6 | 2 w dywizji Midwest   | 4   | 1   | 3   | 25,0  | Porażka w pierwszej rundzie     |
| San Antonio Spurs | 2000/01 | 82   | 58   | 24  | 70,7 | 1 w dywizji Midwest   | 13  | 7   | 6   | 53,8  | Porażka w finale Konferencji    |
| San Antonio Spurs | 2001/02 | 82   | 58   | 24  | 70,7 | 1 w dywizji Midwest   | 10  | 4   | 6   | 40,0  | Porażka półfinale Konferencji   |
| San Antonio Spurs | 2002/03 | 82   | 60   | 22  | 73,2 | 1 w dywizji Midwest   | 24  | 16  | 8   | 66,7  | Mistrzostwo NBA                 |
| San Antonio Spurs | 2003/04 | 82   | 57   | 25  | 69,5 | 2 w dywizji Midwest   | 10  | 6   | 4   | 60,0  | Porażka w półfinale Konferencji |
| San Antonio Spurs | 2004/05 | 82   | 59   | 23  | 72,0 | 1 w dywizji Southwest | 23  | 16  | 7   | 69,6  | Mistrzostwo NBA                 |
| San Antonio Spurs | 2005/06 | 82   | 63   | 19  | 76,8 | 1 w dywizji Southwest | 13  | 7   | 6   | 53,8  | Porażka w półfinale Konferencji |
| San Antonio Spurs | 2006/07 | 82   | 58   | 24  | 70,7 | 2 w dywizji Southwest | 20  | 16  | 4   | 80,0  | Mistrzostwo NBA                 |
| San Antonio Spurs | 2007/08 | 82   | 56   | 26  | 68,3 | 2 w dywizji Southwest | 17  | 9   | 8   | 52,9  | Porażka w finale Konferencji    |
| San Antonio Spurs | 2008/09 | 82   | 54   | 28  | 65,9 | 1 w dywizji Southwest | 5   | 1   | 4   | 0,200 | Porażka w pierwszej rundzie     |
| San Antonio Spurs | 2009/10 | 82   | 50   | 32  | 61,0 | 2 w dywizji Southwest | 10  | 4   | 6   | 0,400 | Porażka w półfinale Konferencji |
| San Antonio Spurs | 2010/11 | 82   | 61   | 21  | 74,4 | 1 w dywizji Southwest | 6   | 2   | 4   | 33,3  | Porażka w pierwszej rundzie     |
| San Antonio Spurs | 2011/12 | 66   | 50   | 16  | 75,8 | 1 w dywizji Southwest | 14  | 10  | 4   | 71,4  | Porażka w finale Konferencji    |
| San Antonio Spurs | 2012/13 | 82   | 58   | 24  | 70,7 | 1 w dywizji Southwest | 21  | 15  | 6   | 71,4  | Wicemistrzostwo NBA             |
| San Antonio Spurs | 2013/14 | 82   | 62   | 20  | 75,6 | 1 w dywizji Southwest | 23  | 16  | 7   | 69,6  | Mistrzostwo NBA                 |
| San Antonio Spurs | 2014/15 | 82   | 55   | 27  | 67,1 | 3 w dywizji Southwest | 7   | 3   | 4   | 42,9  | Porażka w pierwszej rundzie     |
| San Antonio Spurs | 2015/16 | 82   | 67   | 15  | 81,7 | 1 w dywizji Southwest | 10  | 6   | 4   | 60,0  | Porażka w półfinale Konferencji |
| San Antonio Spurs | 2016/17 | 82   | 61   | 21  | 74,4 | 1 w dywizji Southwest | 16  | 8   | 8   | 50,0  | Porażka w finale Konferencji    |
| San Antonio Spurs | 2017/18 | 82   | 47   | 35  | 57,3 | 3 w dywizji Southwest | 5   | 1   | 4   | 20,0  | Porażka w pierwszej rundzie     |
| San Antonio Spurs | 2018/19 | 82   | 48   | 34  | 58,5 | 2 w dywizji Southwest | 7   | 3   | 4   | 42,8  | Porażka w pierwszej rundzie     |
| San Antonio Spurs | 2019/20 | 71   | 32   | 39  | 45,1 | 4 w dywizji Southwest | –   | –   | –   | –     |                                 |
| San Antonio Spurs | 2020/21 | 72   | 33   | 39  | 45,8 | 3 w dywizji Southwest | –   | –   | –   | –     | Porażka w play-in               |
| San Antonio Spurs | 2021/22 | 82   | 34   | 48  | 41,5 | 4 w dywizji Southwest | –   | –   | –   | –     | Porażka w play-in               |
| San Antonio Spurs | 2022/23 | 82   | 22   | 60  | 26,8 | 5 w dywizji Southwest | –   | –   | –   | –     |                                 |
| San Antonio Spurs | 2023/24 | 82   | 22   | 60  | 26,8 | 5 w dywizji Southwest | –   | –   | –   | –     |                                 |
| San Antonio Spurs | 2024/25 | 82   | 34   | 48  | 41,5 | 4 w dywizji Southwest | –   | –   | –   | –     |                                 |
| Kariera           |         | 2291 | 1422 | 869 | 62,1 |                       | 284 | 170 | 114 | 59,9  |                                 |